# Massengrab von Sokehs
Das Massengrab von Sokehs (englisch Sokehs Mass Grave Site) ist der Ort, an dem fünfzehn Teilnehmer der Sokehs-Rebellion von 1910/1911 auf der Insel Pohnpei auf Veranlassung deutscher Kolonialbehörden begraben wurden.
Der Aufstand brach im Oktober 1910 auf Sokehs Island (zur damaligen Zeit Dschokadsch genannt) aus und wurde Anfang 1911 von deutschen Streitkräften unterdrückt. In einem Schnellverfahren gegen 36 Sokehs-Rebellen wurden 17 wegen Mordes und Aufstands verurteilt. 15 wurden anschließend vor Ort von einem Exekutionskommando hingerichtet und in diesem Massengrab begraben. Die übrigen Mitglieder des Sokehs-Stammes wurden dann nach Babelthuap verbannt und mussten Zwangsarbeit leisten. Die Massengrabstelle ist eine ungefähr quadratische Fläche von 4,9 m auf jeder Seite, umgeben von einer niedrigen Steinmauer. Die Stelle ist durch eine Gedenkmarkierung gekennzeichnet.
Als Pohnpei Bestandteil des von den Vereinigten Staaten verwalteten Treuhandgebiet Pazifische Inseln war, wurde die Stätte 
am 30. September 1976 in das National Register of Historic Places der USA aufgenommen. Seit der Unabhängigkeit der Föderierten Staaten von Mikronesien gilt die Stätte als nationales Denkmal und wurde 1999 umgestaltet.